# Endorfin
Endorfini su vrsta enzima i neuroprijenosnika koji nastaju u hipotalamusu.
Slični su opijatima, a službeno su biokemijski spojevi. Njihova obitelj su peptidi.
Otkrili su ih 1975. dvije nezavisne grupe istraživača. Akupunktura ih oslobađa, što je dokazano 1999. godine.
Oslobađaju se konzumiranjem nekih namirnica poput ljutih papričica.
Šport ublažava bol, djeluje anksiolitički, pa za vrijeme tjelesnog napora mozak oslobađa endorfin, tvar koja ima analgetičko i anksiolitičko djelovanje.
Luči se i tijekom intimnog odnosa, ako se npr. miris doživi kao ugodan, podražaj u limbičkom sustavu oslobađa npr. encefalin
i endorfin, koji su djelotvorni protiv bolova i općenito poboljšavaju raspoloženje.